# Straat Gydanski

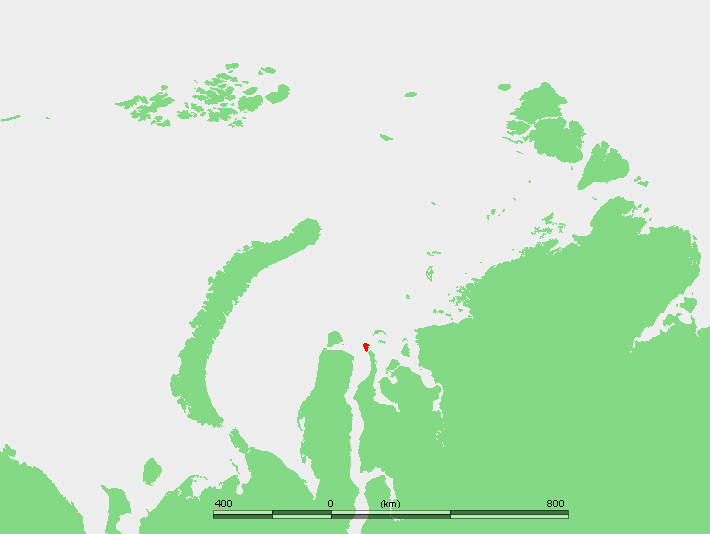
Ligging van het eiland Sjokalski. De zeestraat verloopt direct ten zuiden hiervan.

De Straat Gydanski of Straat van Gyda (Russisch: Гыданский пролив) is een nauwe en ondiepe Russische zeestraat in het Hoge Noorden van West-Siberië (in de autonome okroeg Jamalië) gelegen tussen het schiereiland Javaj in het zuiden en het eiland Sjokalski in het noorden. De straat loopt tussen de monding van de Obboezem in het westen en de monding van de Gydaboezem in het oosten, die beide uitlopen in de Karazee. De lengte bedraagt ongeveer 10 kilometer, de breedte varieert tussen de 5 en 9 kilometer en de diepte bedraagt minder dan 5 meter. De omringende kusten zijn laag, maar de kusten op het vasteland lopen echter op plekken steil omhoog tot een hoogte van 11 meter. Op de kust van Javaj zijn de kapen Tjoerysalja (Тюрысаля) en Madtesalja (Мадтесаля) te onderscheiden en op Sjokalski de kaap Joezjny (Южный; "zuid"). Een groot aantal kleine riviertjes loopt uit op de straat. In de straat zelf bevinden zich 5 kleine eilandjes. De kusten langs de zeestraat zijn onbewoond.